# أبولو (إله إغريقي)

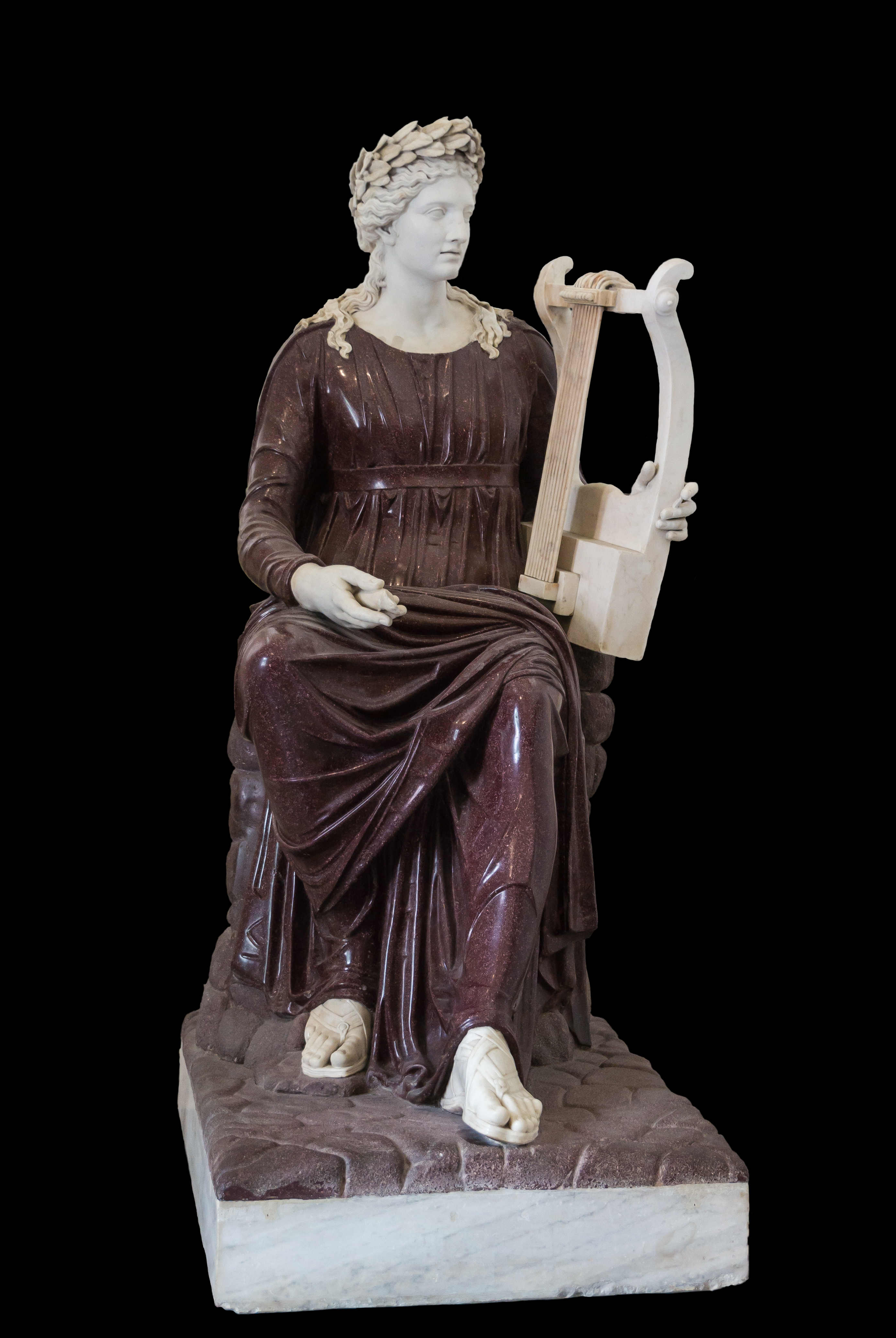
تمثال لأبولو جالساً مع قيثارته، القرن الثاني الميلادي ، نابولي، إيطاليا

أَبُولُو أو أَبُلُن أو أبوللو (Apollo)، حسب ما كان يعتقده الإغريق هو إله الشمس، إله الموسيقى، إله الرماية٫ إله الشعر، إله الرسم، إله النبوءة، إله الوباء والشفاء، إله العناية بالحيوان، إله التألق، إله الحراثة. يملك جمال ورجولة خالدة. ويتم نقل نبوءاته والإجابة عن الأسئلة بواسطة الكاهنة بيثيا.

## أصل أبولو
وهو ابن الإله زيوس (مادة) والآلهة ليتو والأخّ التوأم لآرتيميس، وكانت مقر عبادته بجزيرة دلفي باليونان.
طبقا لإلياذة هوميروس، ضرب أبولو أسهم الطاعون إلى المعسكر اليوناني، وكون أبولو إله الشفاء الديني كان يسمح للقتلة وأصحاب الأعمال اللاأخلاقية بفعل طقوس تنقية وتوبة.
البجع مقدّس عند أبولو (تقول أحد الأساطير بأنّ أبولو كان يطير على ظهر بجعة إلى أرض هيبربوريانز حيث كان يقضي شهور الشتاء بينهم)، والذئب والدولفين أيضا مقدسين عنده.
يملك القوس والسهام، وعلى رأسه تاج غار، ويملك قيثارة ومضرب. لكن ملكيته الأكثر شهرة هي الحامل الثلاثي، رمز سلطاته النبوية.

## ألقاب وأسماء أبولو
أبولو كان يعبد في كافة أنحاء العالم اليوناني، في دلفي كلّ أربع سنوات كانت تعقد ألعاب بيثيان على شرفه. كان له العديد من الألقاب،
- أبولو بيثيان (اسمه في دولفي)،
- أبولو أبوتروبايوس Apotropaeus (أبولو الذي يتفادى الشرّ)،
- أبولو نيمفيغيتس Nymphegetes (أبولو الذي يعتني بالحوريات). كإله الرعاة
- كان عنده لقب Lukeios أيضا (من lykos ذئب)، يحمي القطعان من حيوان الذئب، وNomius (من المراعي، يعود إلى الرعاة).

كونه إله المستعمرين، كان أبولو يوجه الكهنة في دلفي لإعطاء توجيه قدسي، حيث يقرر اتجاه الاستكشافات والفتوحات. كان هذا أثناء قمة عصر الاستعمار حوالي في 750-550 قبل الميلاد، حيث كان لقبه الرئيسي Archigetes (زعيم المعماريين). طبقا لأحد الأساطير، كان أبولو هو الذي ساعد المستعمرين الكريتيين أو الأركاديين على العثور على مدينة طروادة.

## لعنات أبولو
لكنّه لم يكن الإله المهذب دائما، النساء اللاتي لاحقهن يصعب عليهن التكلم عما حصل معهن بسببه، إما بسبب المسخ أو ماهو أسوأ. دافني تحولت إلى شجرة غار وكليتيا تحولت إلى عبّاد شمس.
الوفيّات المفاجئة ليست مستبعدة حيثما حل، لا تحاول التنافس معه في الموسيقى، المسكين مارسياس كبير السن سلخ حيّا، الملك الكبير السن ميداس نال آذان حمار، كاساندرا لم تحصل على أي فرصة هي الأخرى، فقد نذرت نفسها له ولم توف بوعدها فحكم عليها ألا يصدق الناس تنبؤاتها ولو صدقت (وكان هذا من أحد أسباب الهزيمة في طروادة)، ولم يكن لطيف جدا مع عرّافة كوماي، حيث منحها الخلود وأبقى سنها يتقدم.